# Ferdinando Sforzini
Ferdinando Sforzini (n. 4 decembrie 1984, Roma, Italia) este un fotbalist italian care evoluează la echipa Udinese Calcio pe postul de atacant.

## Carieră
A debutat pentru CFR Cluj în Liga I pe 10 septembrie 2010 într-un meci pierdut împotriva echipei Rapid București.

## Performanțe internaționale
A jucat pentru CFR Cluj în grupele UEFA Champions League, contabilizând un meci în această competiție.